# سمیع‌آباد حاجی امان
سمیع‌آباد حاجی امان، روستایی از توابع بخش پائین جام شهرستان تربت جام در استان خراسان رضوی ایران است.

## جمعیت
این روستا در دهستان زام قرار دارد و براساس سرشماری مرکز آمار ایران در سال(١٣٩٥)، جمعیت آن 309 نفر و ٨٢ خانوار) بوده‌است.